# Фріц Еверт
Фріц Еверт (нім. Fritz Ewert, 9 лютого 1937, Дюссельдорф — 16 березня 1990) — німецький футболіст, що грав на позиції воротаря, насамперед за клуб «Кельн». Виступав за національну збірну Німеччини.

## Клубна кар'єра
У дорослому футболі дебютував 1955 року виступами за команду «Дюссельдорф» з рідного міста, в якій провів два сезони. 
1957 року перейшов до лав «Кельна», в якому за рік став основним воротарем. Відіграв за кельнський клуб наступні дев'ять сезонів своєї ігрової кар'єри. Був основним голкіпером команди, що вигравала Оберлігу сезону 1961/62, а згодом тріумфувала у першому розіграші Бундесліги сезону 1963/64.
Завершував ігрову кар'єру в Нідерландах, де протягом сезону 1966/67 років був гравцем команди «Алкмар 54».

## Виступи за збірну
1959 року дебютував у складі національної збірної ФРН. Викликався до її лав до 1964 року, утім за цей період взяв участь загалом лише у чотирьох товариських іграх.
Помер 16 березня 1990 року на 54-му році життя.

## Титули і досягнення
- Чемпіон ФРН (2):

«Кельн»: 1961/62, 1963/64